# Begonia dewildei
Espèce
Begonia dewildei est une espèce de plantes de la famille des Begoniaceae.
L'espèce fait partie de la section Scutobegonia.
Elle a été décrite en 1991 par Marc Simon Maria Sosef (1960-…).

## Répartition géographique
Cette espèce est originaire du pays suivant : Gabon.